# Neopsichedelia
Neopsichedelia è il termine che viene utilizzato per indicare il movimento musicale che, influenzato dalla musica psichedelica degli anni sessanta, ebbe origine verso la fine degli anni settanta nel Regno Unito evolvendosi poi, nel decennio successivo, in diversi sottogeneri tra cui il Paisley Underground, lo shoegaze e il dream pop.

## Storia

### Inghilterra
Nel Regno Unito, la nuova ondata psichedelica muove i primi passi sulla scia del movimento post punk di fine anni settanta e per merito di gruppi che vollero sperimentare un'apparentemente azzardata fusione tra psichedelia e new wave, quali The Soft Boys, Siouxsie and the Banshees, The Glove, Echo & the Bunnymen, The Teardrop Explodes e The Chameleons.
Successivamente, verso la metà degli anni ottanta, le diverse declinazioni di questa nuova scena psichedelica inglese, vedranno da una parte tutta una serie di band sperimentare nuovi scenari sonori unendo feedback e distorsioni chitarristiche con arrangiamenti melodici per un noise pop che riprendeva la lezione armonica delle produzioni di Phil Spector, ma seppellita stavolta sotto un Wall of Sound di rumore. Gruppi come Jesus & Mary Chain e My Bloody Valentine prima e decine di altre band dopo, come Ride, Slowdive, Swervedriver o Lush tracciarono un nuovo percorso del concetto di neopsichedelia, andando a formare una nuova scena inglese che i critici musicali di allora rinominarono shoegaze.
Con i Cocteau Twins, invece, la neopsichedelia britannica prende un'altra strada fatta di melodie squisitamente pop immerse in paesaggi sonori sognanti, suggestivi e delicati creati da chitarre riverberate e voci eteree e che porterà alla nascita del dream pop e per cui, già a quel tempo, possono esserne considerati come gli antisignani. A loro andranno poi ad aggiungersi altre band, nella maggior parte dei casi gravitanti nell'orbita di una specifica etichetta discografica, la 4AD che, nel periodo che va dalla fine degli anni ottanta e l'inizio del decennio successivo, assunse un ruolo centrale nell'evoluzione e nella crescita della nascente scena. Band come Pale Saints, Throwing Muses, Seefeel, This Mortal Coil, The Sundays, Galaxie 500, Cranes e Curve furono tra i maggiori rappresentanti di questo genere.
Caso a parte è invece quello degli Spacemen 3. Inizialmente inseriti nel calderone shoegaze, soprattutto nella seconda parte della loro carriera, tentarono una terza via neopsichedelica che li portò a misurarsi, più che con l'uso del mero feedback, con il concetto di reiterazione minimalista nel tentativo di creare una monotonia sonora dall'effetto quasi ipnotico per mezzo di ripetizioni perpetue e costanti di singole note, o di un singolo feedback, tempi dilatati alla massima potenza e su cui innestare una serie di micro-variazioni, in un procedimento che lo stesso leader della band, Sonic Boom, definì "minimalismo che è massimalismo". Un concetto di sperimentazione musicale che lo stesso artista portò poi oltre, dopo la separazione della band, nei vari progetti sia da solista che con l'altra band Experimental Audio Reserach.
Altra evoluzione del movimento neopsichedelico fu il fenomeno della scena di Madchester, genere musicale nato a Manchester tra la fine degli anni ottanta e gli inizi degli anni novanta e caratterizzato essenzialmente da una fusione di atmosfere psichedeliche, acid house e indie pop. Band quali Stone Roses, Happy Mondays, Primal Scream, The Charlatans e Inspiral Carpets capaci di coniugare un'attitudine punk con le ritmiche ripetitive dell'acid house ma con arrangiamenti che riprendono lo stilema classico della forma canzone pop. Anche gli Oasis hanno richiamato il pop e il rock psichedelico degli anni '60, in particolare per l'album Standing on the Shoulder of Giants.

### Nord America
Negli Stati Uniti, il revival delle nuove band neopsichedeliche, è legato principalmente alla rivisitazione della tradizione country rock e del rock psichedelico che, a metà anni ottanta, prende forma attorno al movimento del Paisley Underground della scena di Los Angeles e di band come The Dream Syndicate, The Bangles e Rain Parade e proseguita poi negli anni novanta da gruppi come Elephant 6, The Apples in Stereo, Olivia Tremor Control, Neutral Milk Hotel, Elf Power e Of Montreal. Un misto di rock psichedelico e folk che, qualche anno più tardi, genererà anche i gruppi della cosiddetta scena del New Weird America.
Contemporaneamente al Paisley Underground, un altro revival psichedelico vide un certo numero di bande della scena musicale underground statunitense cercare di reinverdire il suono, lo stile e l'aspetto di certi gruppi anni sessanta: il garage rock. Band come The Chesterfield Kings, The Fuzztones, Lyres, The Gravedigger V, Morlocks, Miracle Workers e altre ancora, ispirate da padri del genere come The Sonics e The Wailers e a tutta una serie di misconosciute band riproporranno quel suono fatto di organi Farfisa, tre accordi di chitarra passati attraverso il fuzz e brani che riprendono le melodie della british invasion di Rolling Stones e Kinks.
Successivamente, grazie anche ad etichette come Sympathy for the Record Industry, Bomp e Crypt Records, il culto di quel suono si manterrà intatto fino ai giorni nostri per poi riemergere col successo di gruppi come White Stripes e Von Bondies.